# تام پرایس، استرالیای غربی
تام پرایس (به انگلیسی: Tom Price) یک شهرک در استرالیا است که در استرالیای غربی واقع شده‌است.